# 127
Glej tudi: število 127
127 (CXXVII) je bilo navadno leto, ki se je po julijanskem koledarju začelo na torek.

## Dogodki
- 1. januar

## Smrti
- -Plutarh, grško-rimski zgodovinar in filozof (* okoli 48)